# Nicut (Oklahoma)
Nicut es un lugar designado por el censo ubicado en el condado de Sequoyah en el estado estadounidense de Oklahoma. En el Censo de 2010 tenía una población de 360 habitantes y una densidad poblacional de 13,72 personas por km².

## Geografía
Nicut se encuentra ubicado en las coordenadas 35°36′9″N 94°33′47″O / 35.60250, -94.56306. Según la Oficina del Censo de los Estados Unidos, Nicut tiene una superficie total de 42.21 km², de la cual 41.91 km² corresponden a tierra firme y (0.72%) 0.31 km² es agua.

## Demografía
Según el censo de 2010, había 360 personas residiendo en Nicut. La densidad de población era de 13,72 hab./km². De los 360 habitantes, Nicut estaba compuesto por el 42.5% blancos, el 0% eran afroamericanos, el 41.11% eran amerindios, el 0.28% eran asiáticos, el 0% eran isleños del Pacífico, el 0.28% eran de otras razas y el 15.83% pertenecían a dos o más razas. Del total de la población el 0.28% eran hispanos o latinos de cualquier raza.